# Orthogeomys thaeleri
Orthogeomys thaeleri är en däggdjursart som beskrevs av Natalia A. Alberico 1990. Orthogeomys thaeleri ingår i släktet Orthogeomys och familjen kindpåsråttor. IUCN kategoriserar arten globalt som livskraftig. Inga underarter finns listade i Catalogue of Life.
Enligt en taxonomisk avhandling från 2015 är populationen en underart till Orthogeomys dariensis.
Arten förekommer i nordvästra Colombia. Den vistas i kulliga områden mellan 100 och 500 meter över havet. Habitatet utgörs av tropiska regnskogar.
Individerna kan vara aktiva på dagen och på natten. De lever i underjordiska bon och äter växtdelar som rötter och rotfrukter samt gröna växtdelar som följer med in i tunneln när djuret drar i roten. Utanför parningstiden lever hanar och honor ensam.